# 欧盟蓝卡

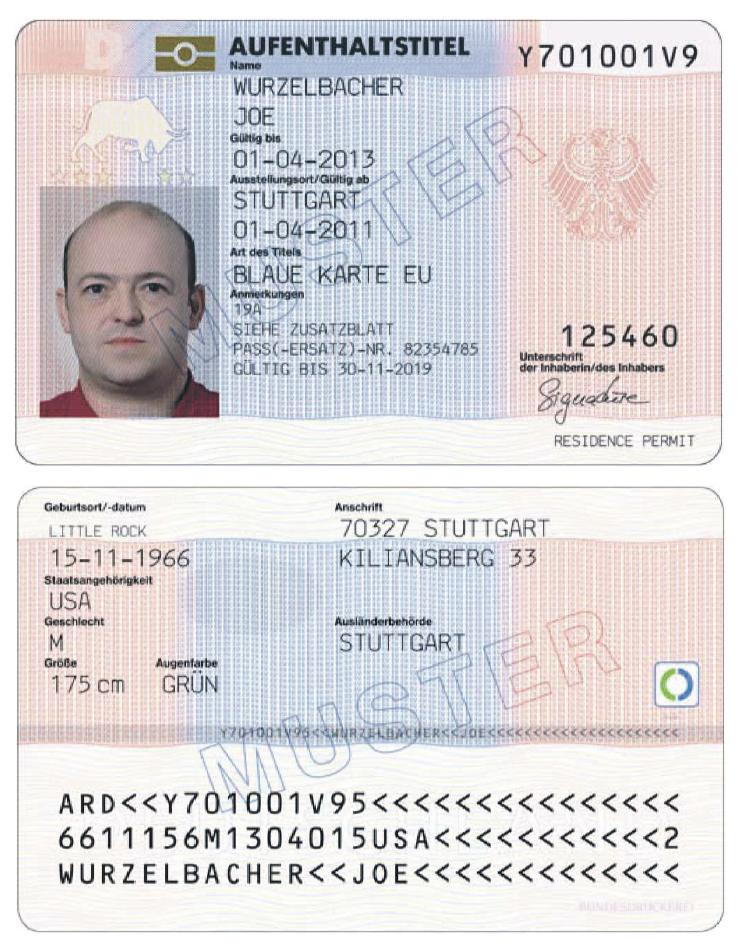
歐盟藍卡正反面影像（德国签发）

欧盟蓝卡 (英语：EU Blue Card) 是一种欧洲联盟的居留卡。雖然都以顔色命名，但藍卡与美國綠卡不同，它不是一种给外国公民的永久居住许可证，更接近于一种免入境签证的工作签证，有效期一至四年，可以延期，在失去工作后仍然可以在欧盟内部停留半年。类比美国来讲，接近绿卡和H-1B签证的一个中间身份。而相當於美國綠卡的則是欧盟长期居留卡。
持有蓝卡意味着持卡人拥有在签发国的工作与居留权，同时，持有蓝卡可以免去入境欧盟二十七个成员国签证。欧盟蓝卡比一般的工作居留更容易转换为长期居留，根据国家不同或更短时间或更少要求。

## 延伸阅读
- 欧盟长期居民